# تاكيرو إينوكاي
تاكيرو إينوكاي (باليابانية: 犬養健) (28 يوليو 1896، طوكيو في اليابان - 28 أغسطس 1960، طوكيو في اليابان)؛ سياسي وروائي ياباني. درس في جامعة طوكيو.